# Росс, Джордж Джеймс
Джордж Джеймс Росс (англ. George James Ross; 1 декабря 1877, Лондон — 28 августа 1945, Лондон) — британский гимнаст, бронзовый призёр летних Олимпийских игр 1912 года. Участвовал также в летней Олимпиаде 1908 года в командном первенстве (8-е место).